# Ivar Lykke (Politiker)

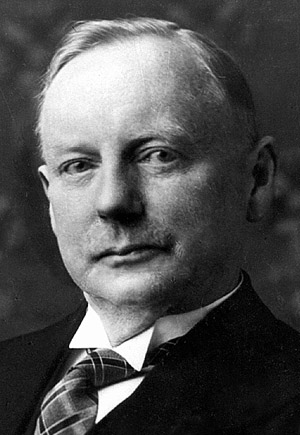
Ivar Lykke

Ivar Lykke (* 9. Januar 1872 in Trondheim; † 6. Dezember 1949 ebenda) war ein norwegischer konservativer Politiker. Er war Vorsitzender der konservativen Partei Høyre und von 1926 bis 1928 norwegischer Ministerpräsident.
Nach einer kaufmännischen Lehre trat Lykke 1892 in die Firma seines Vaters ein, deren Alleininhaber er 1906 wurde. 1918 wurde die Firma in eine Aktiengesellschaft umgewandelt, deren Vorstandsvorsitzender Lykke wurde.
Schon ab 1905 war Lykke in Trondheim kommunalpolitisch tätig, unter anderem als Mitglied des Stadtrats von 1905 bis 1936 und zwei Jahre als stellvertretender Bürgermeister. Im Jahr 1916 wurde er in den Storting gewählt, wo er sich einen Namen als gemäßigter Vertreter der Wirtschaft machte. Im Jahr 1920 wurde er zum Parlamentspräsidenten gewählt. Im Jahr 1926 wurde er zum Ministerpräsidenten einer Minderheitsregierung aus Konservativen und Liberalen gewählt, die eine harsche Sparpolitik verfolgte. Bei den Wahlen von 1927 verloren beide Koalitionspartner Stimmen und Parlamentssitze und Lykke trat am 28. Januar 1928 als Ministerpräsident und Parteivorsitzender zurück. Er blieb auch in den folgenden Jahren Parlamentsabgeordneter und eine führende Stimme der konservativen Partei und in internationalen Angelegenheiten politisch tätig. Nach der deutschen Besetzung Norwegens im Zweiten Weltkrieg wurde die Zivilverwaltung des Landes kurzzeitig dem Präsidium der Storting übertragen und Lykke mit der Präsidentschaft betraut. Nach dem Krieg wurde das Wirken des Präsidiums in dieser Sache von einer Untersuchungskommission scharf kritisiert.
Lykke erkrankte 1940 an Krebs und unterzog sich einer jahrelangen Strahlentherapie. Er starb im Dezember 1949. Auf dem Grabstein ist der 4. Dezember vermerkt es wird aber auch der 6. Dezember genannt.